# Wieża widokowa na Czernicy
Wieża widokowa na Czernicy – wieża wybudowana w 2014 r. na Czernicy, szczycie w Sudetach Wschodnich, w północnej części Gór Bialskich, na terytorium Polski, w powiecie kłodzkim; wys. 1083 m n.p.m. Według regionalizacji fizycznogeograficznej Polski J. Kondrackiego znajduje się w Górach Złotych (332.61).

## Historia
26 września 2014 roku na szczycie otwarto drewnianą wieżę widokową. Wieża została wzniesiona  w czynie społecznym w głównej mierze przez miejscowych ochotników oraz turystów przemierzających w tym czasie pobliski szlak. Materiały oraz ich transport na szczyt zapewniło pobliskie nadleśnictwo oraz miejscowy przedsiębiorca. Wieża służy głównie do podziwiania panoramy pobliskich gór, ponadto wykorzystywana  jest przez Lasy Państwowe m.in. do celów przeciwpożarowych. Z wieży można podziwiać: Góry Bystrzyckie, Góry Orlickie, Góry Sowie, Góry Złote, Jeseniki po stronie czeskiej, Masyw Śnieżnika.

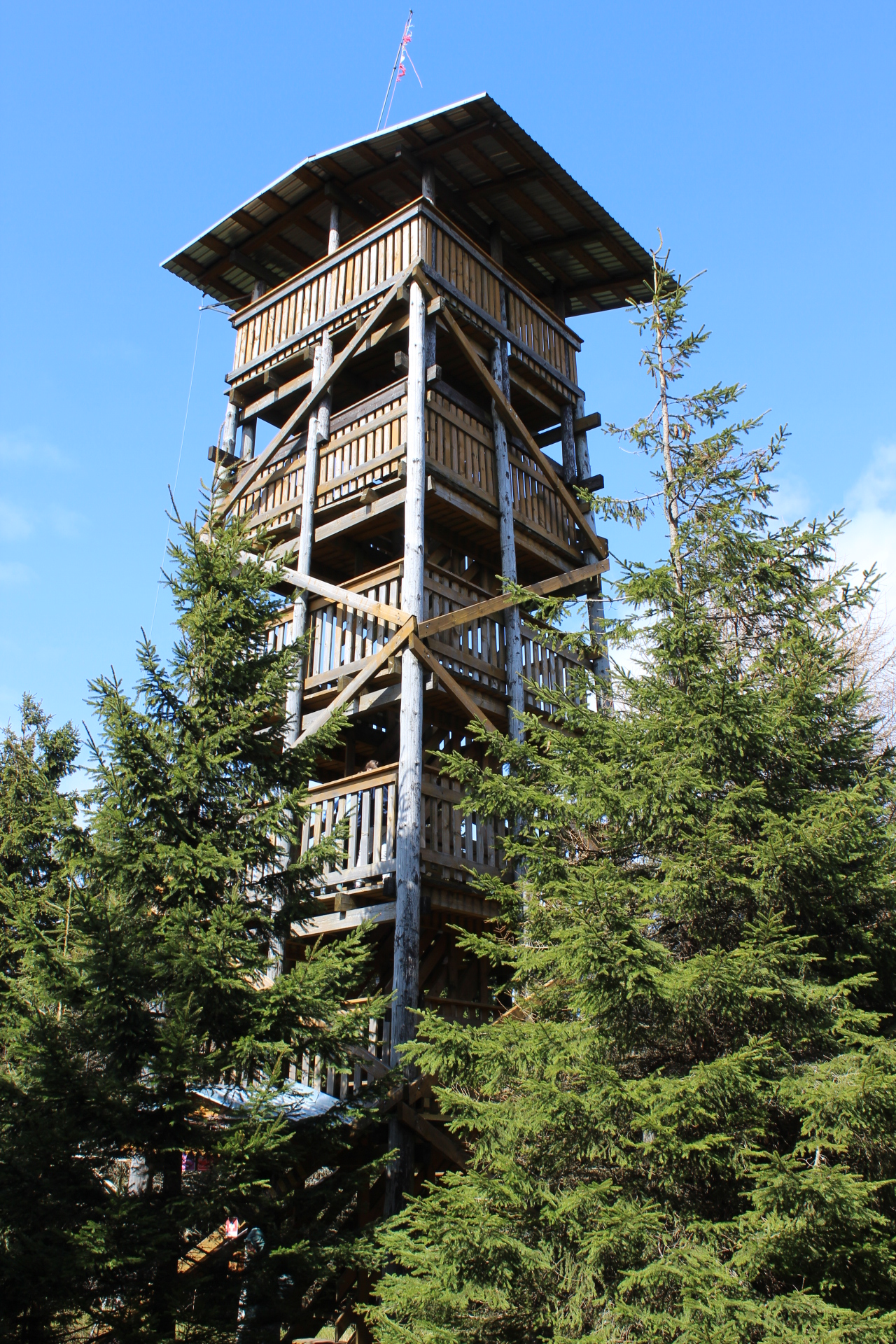
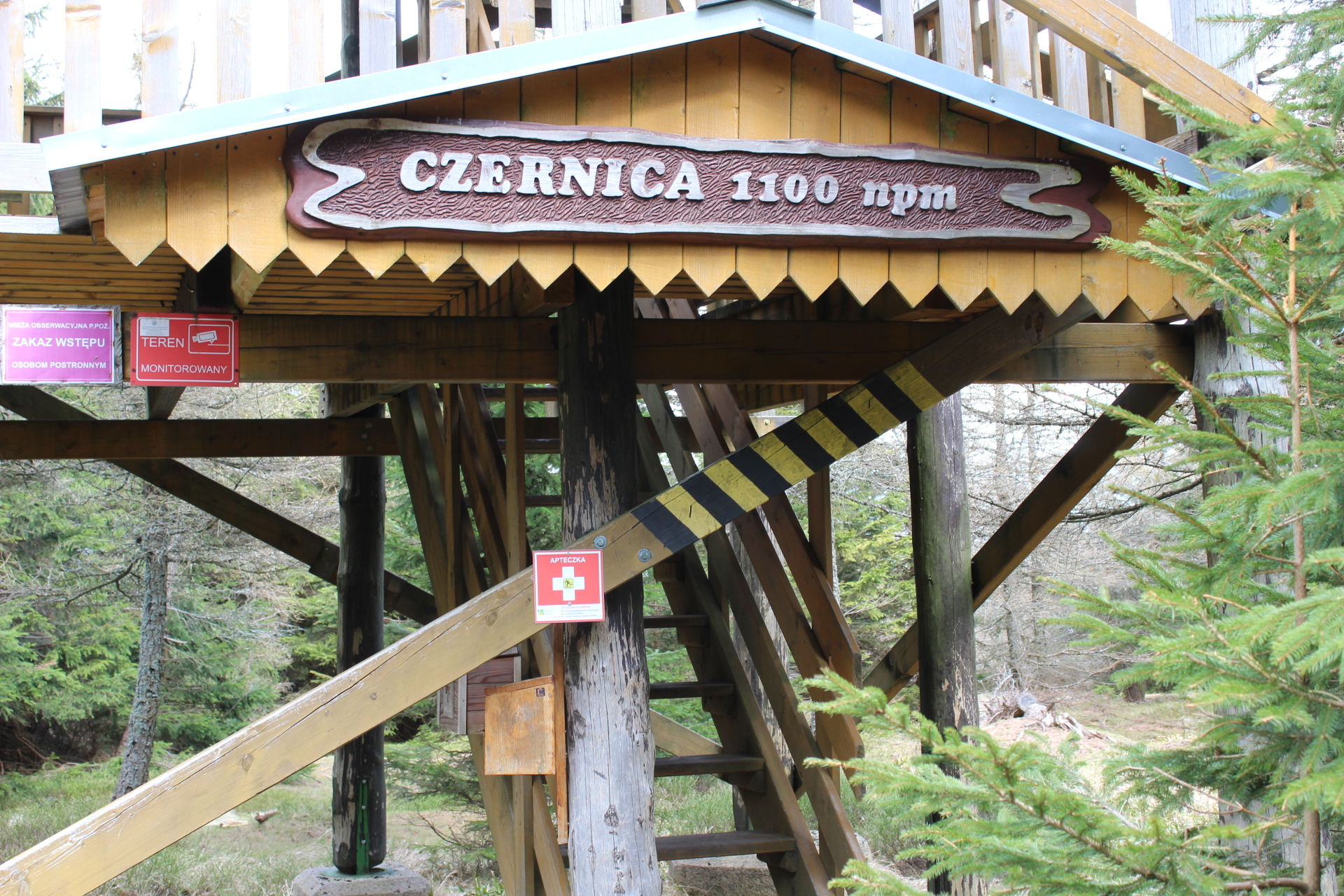
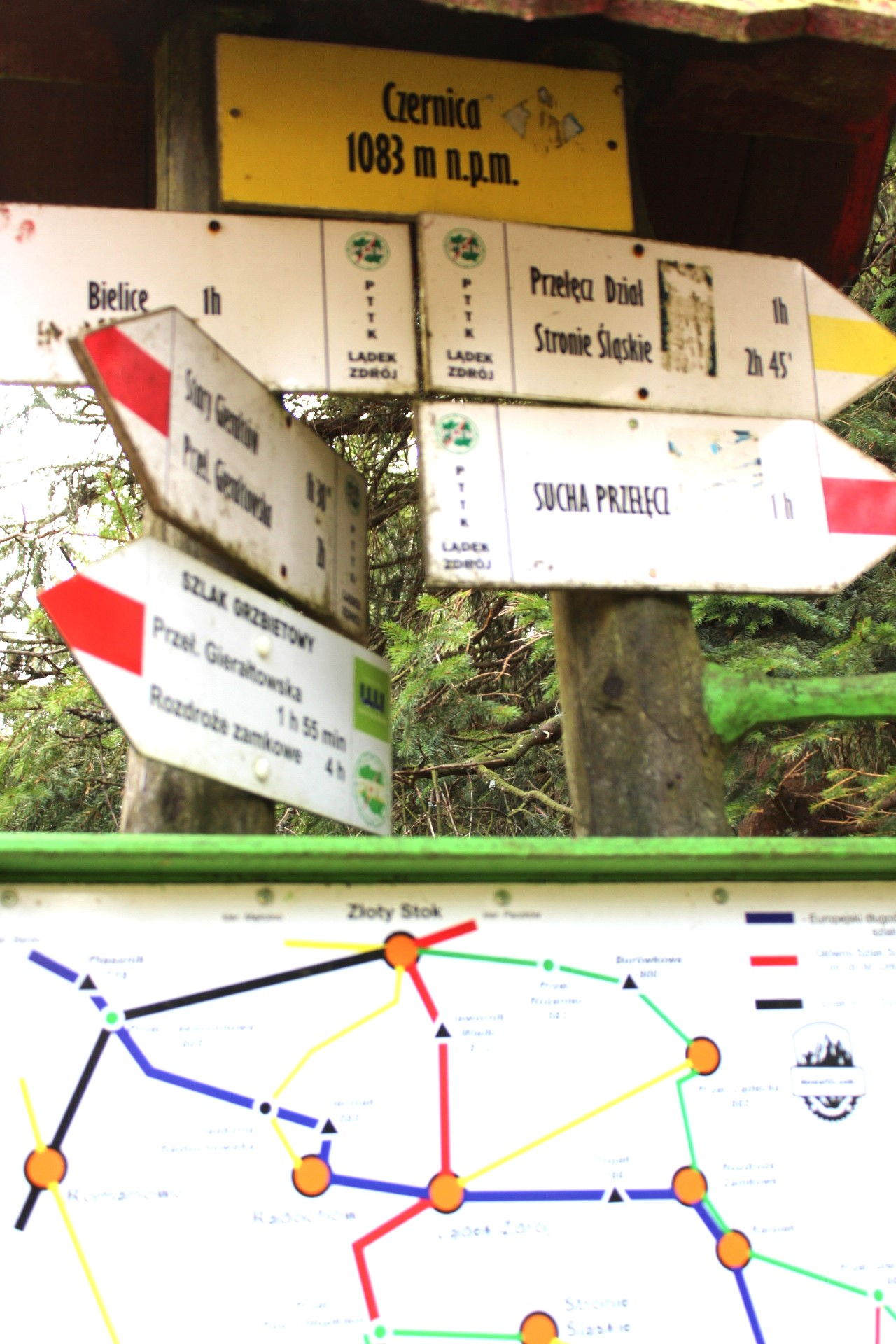